# داهله (هزاره)
داهله قبیله‌ای از هزاره در افغانستان هستند.
مطالعات حاکی از آن است که قبیله داهلا احتمالاً منقرض شده باشد و زیرمجموعه ای از قبیله پولادی آمده است.